# 勝木光
勝木 光（かつき ひかる）は、日本の漫画家。女性。代表作は『ベイビーステップ』。旧筆名は勝木 鮎美。2020年から香月美夜の小説『本好きの下剋上〜司書になるためには手段を選んでいられません〜第四部 貴族院の図書館を救いたい!』のコミカライズを連載している。

## 来歴
小学生時代に渡瀬悠宇の『ふしぎ遊戯』に熱中したことがきっかけとなり、漫画の執筆を開始。その後、ほったゆみと小畑健の『ヒカルの碁』に出会い、少年漫画を描きたいと考えるようになる。
勝木鮎美名義で描いた『ダチョウの飛ぶ空』が第68回週刊少年マガジン新人漫画賞で入選。2002年、同作品が『マガジンFRESH』（講談社）に掲載され、デビューを果たす。
2007年より現在の名義に改め、『週刊少年マガジン』（同）にて『ベイビーステップ』の連載を開始。同作が初の連載作品となる。2014年に同作がテレビアニメ化され、講談社漫画賞少年部門を受賞。同作は「これまでにないリアルなテニス描写がテニス界にも受け入れられ」た作品であると評されている。2016年にはドラマ化もされている。
2020年12月、香月美夜の小説のコミカライズ作品である『本好きの下剋上〜司書になるためには手段を選んでいられません〜第四部 貴族院の図書館を救いたい!』の連載を開始。

## 作品リスト

### 漫画作品

#### 連載
- ベイビーステップ（『週刊少年マガジン』2007年46号 - 2017年48号[5]） - 連載デビュー作[4]。
- 本好きの下剋上〜司書になるためには手段を選んでいられません〜第四部 貴族院の図書館を救いたい!（原作：香月美夜、『comicコロナ』2020年12月24日[3] ‐ 2022年3月21日→『コロナEX』2022年4月18日 - 連載中） - 移籍後もcomicコロナでは遅れ配信あり。

#### 読み切り
- ダチョウの飛ぶ空（『マガジンFRESH』2002年9月3日増刊号）- デビュー作[2]。
- 男の華道（『マガジンSPECIAL』2004年10号）
- スタートライン（『週刊少年マガジン』2018年39号[10]）

### 書籍
- 『ベイビーステップ』、講談社〈講談社コミックス〉2008年 - 2017年、全47巻
- 『本好きの下剋上〜司書になるためには手段を選んでいられません〜第四部 貴族院の図書館を救いたい!』、原作：香月美夜、TOブックス、2021年 - 、既刊10巻（2025年4月15日現在）

### その他
- 「追悼 赤塚不二夫展 〜ギャグで駆け抜けた72年〜」公式サイト（2009年8月[11]）「シェーッ!」ポーズイラスト[11]

## 対談・インタビューなど
『週刊少年マガジン』2013年50号にて『ベイビーステップ』のテレビアニメ化が決定した記念に勝木のインタビューが掲載。
同誌2014年32号にて、『ベイビーステップ』のテレビアニメの監督であるむらた雅彦との対談が掲載。
同誌2015年9号では、勝木による松岡修造へのインタビューが掲載。